# Colli di Conegliano bianco

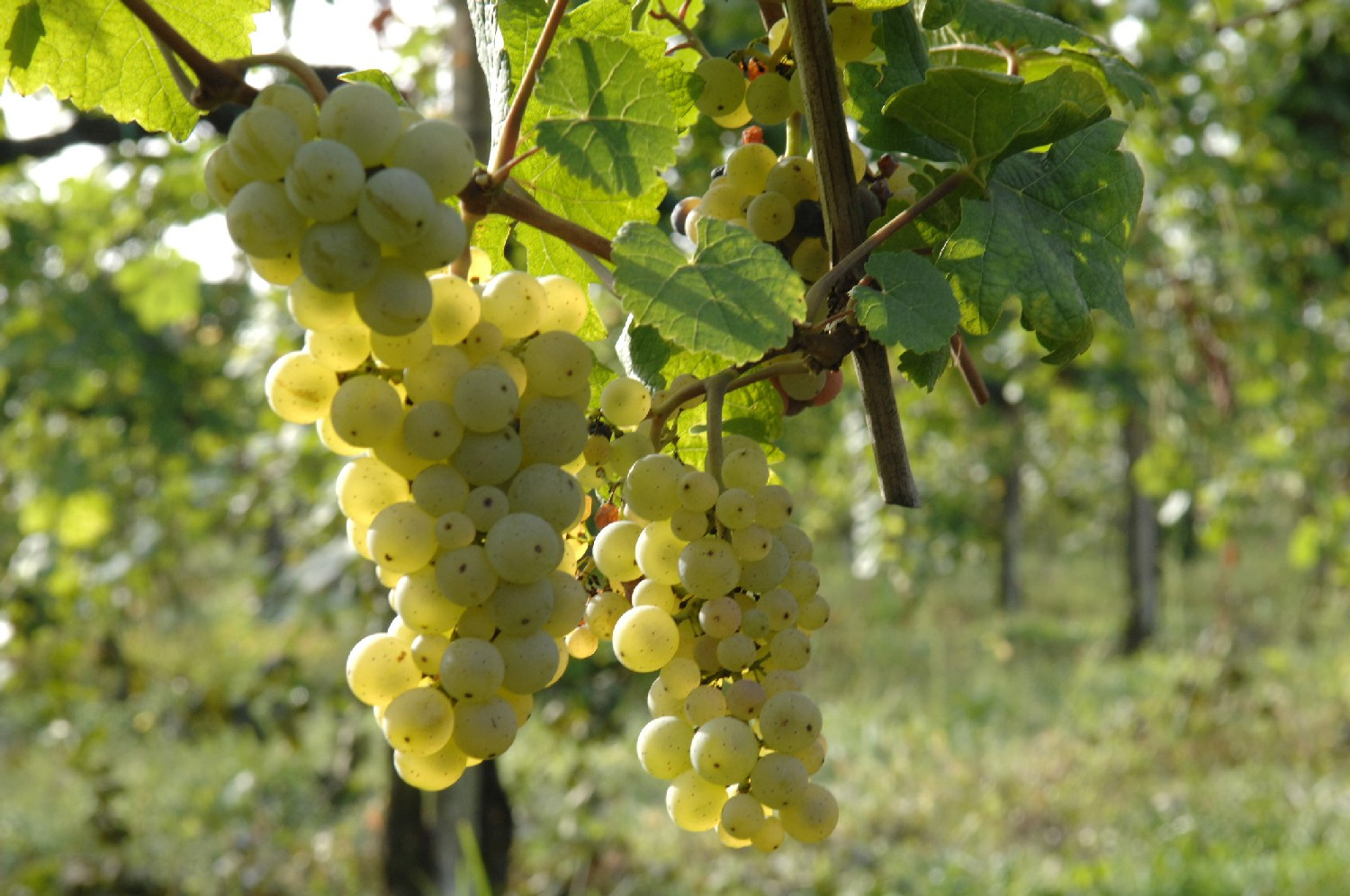
Cépage Incrocio Manzoni.

Le Colli di Conegliano bianco est un vin italien blanc sec de la région de Vénétie doté d'une appellation DOC depuis le 3 août 1993. Seuls ont droit à la DOC les vins blancs récoltés à l'intérieur de l'aire de production définie par le décret. 

## Aire de production
Les vignobles autorisés se situent rive gauche du Piave en  province de Trévise dans les communes de Cappella Maggiore, Cison di Valmarino, Colle Umberto, Conegliano, Cordignano, Farra di Soligo, Fregona, Follina, Miane, Pieve di Soligo, Refrontolo, Revine Lago, San Fior, San Pietro di Feletto, San Vendemiano, Sarmede, Susegana, Tarzo et Vittorio Veneto.

Voir aussi les articles Colli di Conegliano Refrontolo passito,  Colli di Conegliano Torchiato di Fregona et Colli di Conegliano rosso.

## Caractéristiques organoleptiques
- couleur : jaune paille.
- odeur : vineux, agréablement parfumé, caractéristique
- saveur : sèche, fin

Le Colli di Conegliano bianco se déguste à une temperature de  8 - 10 °C et se gardera 1 à 2 ans.

## Production
Province, saison, volume en hectolitres :
- Treviso  (1993/94)  370,61
- Treviso  (1994/95)  760,38
- Treviso  (1995/96)  801,01
- Treviso  (1996/97)  1662,44